# Zamachowiec
Zamachowiec (ang. tytuł The Contractor) – film akcji w reżyserii Josefa Rusnaka. Scenariusz opracowali Joshua Michael Stern i Robert Foster. Ogólnoświatowa premiera odbyła się 10 lipca 2007 roku na platformie DVD.

## Fabuła
Źródło.
Były agent CIA, James Dial (Wesley Snipes) ma za zadanie zlikwidowanie terrorysty przebywającego w Londynie, który ma stanąć przed sądem. Po wykonaniu zadania okazuje się, że został wrobiony przez swoich przełożonych w morderstwo wysokiej rangi policjanta. Ścigany przez służby mundurowe musi się ukrywać. Z pomocą przychodzi mu 12-letnia dziewczynka.

## Obsada
- Wesley Snipes jako James Jackson Dial
- Eliza Bennett jako Emily Day
- Lena Headey jako inspektor Annette Ballard
- Ralph Brown jako Jeremy Collins
- Charles Dance jako detektyw Andrew Windsor
- Gemma Jones jako babcia Emily
- Iain Robertson jako Cramston
- Richard Harrington jako Terry Mitchell
- Ryan McCluskey jako Purcell
- John Standing jako Anthony
- Stanimir Stamatov jako King